# Aage Damgaard
Aage Damgaard (17. juni 1917 i Rødding, Vildbjerg – 13. september 1991 i Herning) var en dansk fabrikant og kunstsamler, bror til Mads Eg Damgaard.
Aage Damgaard var søn af gårdejer Carl Damgaard (død 1953) og hustru Katrine f. Thomsen (død 1943), fik uddannelse som væver på Herning Mekaniske Væverier og på Ry Højskole 1938-39, på Askov Højskole 1946. Damgaard begyndte i 1939 egen tekstilvirksomhed, koncentrerede sig fra 1945 om produktion af skjorter under navnet Angli og fik efterhånden en dominerende position på hjemmemarkedet. Damgaard opgav dog i 1975 sit engagement tekstilbranchen på grund af voksende konkurrence fra Østen og fortsatte i stedet udbygningen af restaurantkæden A Hereford Beefstouw, som han havde etableret i 1971.
Aage Damgaard var optaget af moderne kunst, og ud over at etablere en stor samling lod han i 1966 billedkunstneren Carl-Henning Pedersen udsmykke sin nybyggede fabrik i Birk ved Herning. Kunstsamlingen blev i 1973 skænket til Midtjysk Skole- og Kulturfond, og i 1976 blev fabrikken i Birk omdannet til Herning Kunstmuseum, hvori Aage Damgaards samling indgår. Damgaard var aktiv i egnsudviklingsdebatten og medlem af Dagbladet Politikens bestyrelse fra 1963-66.
Han var tillige medstifter af Herning Textilhøjskole 1958; medlem af Egnsudviklingsrådet 1958-62; formand for Vestjyllands Udviklingsråd 1963-70; medlem af bestyrelsen for Herrelingerifabrikantforeningen og for Beklædningsindustriens Fabrikantforening (1966) samt formand for dennes skjortesektion til 1970; medlem af bestyrelsen for A/S Herning mekaniske Væveri 1966-69, for Jysk Fabrikantforening 1966-70, for Uno-X Fonden 1966, for Sydvestjysk universitetsforening 1966-69 og for den selvejende institution Spindegården, Askov 1963-69; formand for Konfektions- og trikotageskolen i Birk; formand for Sammenslutningen af danske Kunstforeninger; formand for kulturudvalget til 1970; medlem af hovedbestyrelsen for Det radikale Venstre; medlem af bestyrelsen for Danmarks Nationalbanks Jubilæumsfond af 1968; formand for Midtjysk Skole- og Kulturfond fra stiftelsen 1973.
Han blev gift 23. september 1950 med Birgit, f. Jørgensen 12. april 1927 på Frederiksberg, datter af sognepræst Andreas Jørgensen (død 1952) og hustru Maria f. Pinholt.
Han er begravet på Gjellerup Kirkegård i Herning.